# Kantony Federace Bosny a Hercegoviny

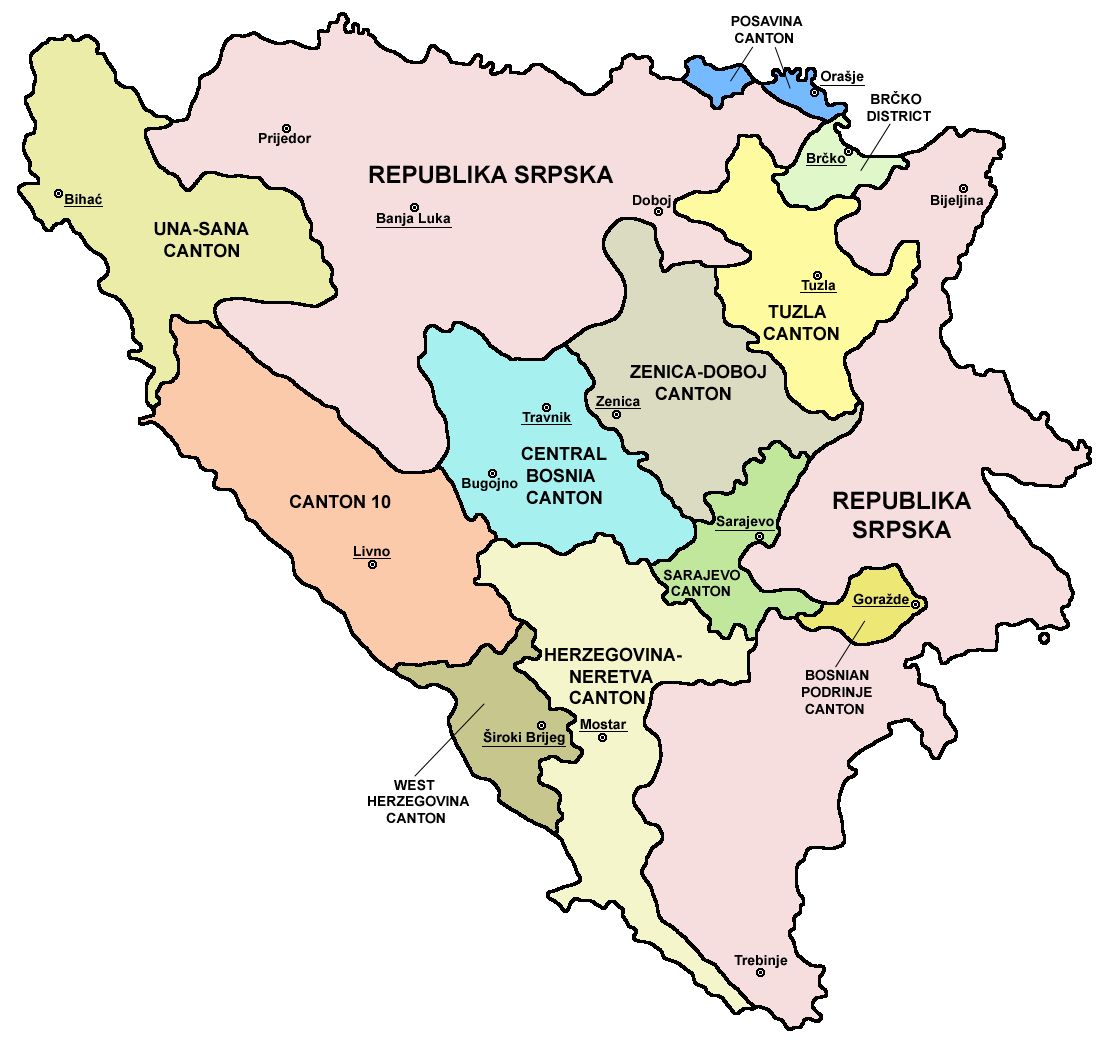
Kantony na mapě Bosny a Hercegoviny

Deset kantonů Federace Bosny a Hercegoviny, jednoho ze dvou politických subjektů Bosny a Hercegoviny, je jejími federálními jednotkami s vysokou mírou autonomie. Kantony byly zřízeny zákonem o federálních jednotkách (kantonech) dne 12. června 1996 v důsledku Washingtonské dohody z roku 1994 mezi zástupci bosenských Chorvatů a Bosňáků.
Pět kantonů má bosňáckou většinu: Unsko-sanský kanton, Tuzlanský kanton, Zenicko-dobojský kanton, Bosensko-podrinský kanton Goražde a kanton Sarajevo; tři mají chorvatskou většinu: Posavský kanton, Západohercegovský kanton a kanton 10 a dva kantony jsou považovány za etnicky smíšené: Středobosenský kanton a Hercegovsko-neretvanský kanton. Nejlidnatějším kantonem je Tuzlanský kanton, zatímco kanton 10 je největší rozlohou.

## Vznik
Kantony Federace Bosny a Hercegoviny jsou výsledkem umělé aplikace Vance-Owenova mírového plánu pro válku v Bosně a Hercegovině z roku 1993, aplikovaného pouze na jednu část Bosny a Hercegoviny. Plán původně počítal s kantonizací celé Bosny a Hercegoviny.
Kantony měly být pojmenovány po řekách a městech ve Federaci Bosny a Hercegoviny na základě tradice z roku 1929 pojmenovávat tak bánoviny v Království Jugoslávie.

## Vláda
Kantony se skládají z opštin. Kanton má svou vlastní vládu v čele s premiérem, který má svůj vlastní kabinet a při plnění jeho povinností mu pomáhají různá kantonální ministerstva, agentury a kantonální služby. Pět z kantonů (Unsko-sanský, Tuzlanský, Zenicko-dobojský, Bosensko-podrinský a Sarajevo) má bosňáckou většinu, tři (Posavský, Západohercegovský a kanton 10) mají většinu bosenských Chorvatů, zatímco dva z nich (Středobosenský kanton a Hercegovsko-neretvanský) jsou „etnicky smíšené“, což znamená, že ani jedna etnická skupina nemá většinu a existují zvláštní legislativní postupy na ochranu jejich politických zájmů.
| Erb | Č. | Zkratka | Český název                       | Centrum       | Populace (2013) | Bosňáci   | %      | Chorvati | %      | Srbové | %      | Plocha (km2) | Hustota | Opčiny |
| --- | -- | ------- | --------------------------------- | ------------- | --------------- | --------- | ------ | -------- | ------ | ------ | ------ | ------------ | ------- | ------ |
|     | 1  | USK USŽ | Unsko-sanský kanton               | Bihać         | 273 261         | 246 012   | 90,03% | 5 073    | 1,86%  | 8 452  | 3,09%  | 4 125,0      | 69,8    | 8      |
|     | 2  | PK ŽP   | Posavský kanton                   | Orašje        | 43 453          | 8 252     | 18,99% | 33 600   | 77,32% | 831    | 1.91%  | 324,6        | 124,8   | 3      |
|     | 3  | TK TŽ   | Tuzlanský kanton                  | Tuzla         | 445 028         | 392 356   | 88,16% | 23 592   | 5,30%  | 7 058  | 1,59%  | 2 649,0      | 187,9   | 13     |
|     | 4  | ZDK ZDŽ | Zenicko-dobojský kanton           | Zenica        | 364 433         | 299 452   | 82,17% | 43 819   | 12,02% | 5 543  | 1,52%  | 3 334,3      | 119,9   | 12     |
|     | 5  | BPK BPŽ | Bosensko-podrinský kanton Goražde | Goražde       | 23 734          | 22 313    | 94,01% | 24       | 0,10%  | 885    | 3.73%  | 504,6        | 65,8    | 3      |
|     | 6  | SBK ŽSB | Středobosenský kanton             | Travnik       | 254 686         | 146 652   | 57,58% | 97 629   | 38,33% | 3 043  | 1,19%  | 3 189        | 80,2    | 12     |
|     | 7  | HNK HNŽ | Hercegovsko-neretvanský kanton    | Mostar        | 222 007         | 92 005    | 41,44% | 118 297  | 53,29% | 6,432  | 2,90%  | 4 401        | 51,5    | 9      |
|     | 8  | ZHK ŽZH | Západohercegovský kanton          | Široki Brijeg | 94 898          | 718       | 0,76%  | 93 725   | 98,77% | 101    | 0,11%  | 1 362,2      | 60,1    | 4      |
|     | 9  | KS SŽ   | kanton Sarajevo                   | Sarajevo      | 413 593         | 346 575   | 83,80% | 17 520   | 4,24%  | 13 300 | 3,22%  | 1 276,9      | 329,9   | 9      |
|     | 10 | K10 HBŽ | Kanton 10                         | Livno         | 84 127          | 8 037     | 9,55%  | 64 604   | 76,79% | 10 905 | 12,96% | 4 934,9      | 16,5    | 6      |
|     |    | FBiH    | Federace Bosny a Hercegoviny      | Sarajevo      | 2 219 220       | 1 562 372 | 70,40% | 497 883  | 22,44% | 56 550 | 2,55%  | 26 110,0     | 89,1    | 79     |